# Ballycastle
Ballycastle (irl. Baile an Chaistil) – miasto w Irlandii Północnej, siedziba dystryktu Moyle w hrabstwie Antrim oraz okręgu wyborczego North Antrim. Leży na brzegu Kanału Północnego, naprzeciw wyspy Rathlin i półwyspu Kintyre. Graniczy z AONB Antrim Coast and Glens. Liczy 5089 mieszkańców (2001), w tym 77.7% to katolicy i 20.5% protestanci.

## Atrakcje turystyczne
- cypel Fair Head
- szczyt Knocklayde
- dolina Glentaisie, jedna z dolin Glens of Antrim
- plac miejski (Diamond) oraz kościół Holy Trinity, Church of Ireland z 1756 roku
- klasztor franciszkański Bonamargy Friary z 1485 roku
- zamek Kinbane z 1547 roku
- pomnik upamiętniający pierwszą komercyjną transmisję radiową (dokonał jej zespół Guglielmo Marconiego na wyspę Rathlin w 1898 roku)

## Transport
Miasto posiada połączenie promowe z wyspą Rathlin, operowane przez Rathlin Island Ferry Company (poprzednio przez szkockie przedsiębiorstwo Caledonian MacBrayne). Do czerwca 2002 istniało również połączenie do Campbeltown w Szkocji. 
Stacja kolei wąskotorowej funkcjonowała w mieście w latach 1880–1950, obsługując kursy do Ballymoney.